# المقطوعة الحالمة رقم 55 (شوبان)

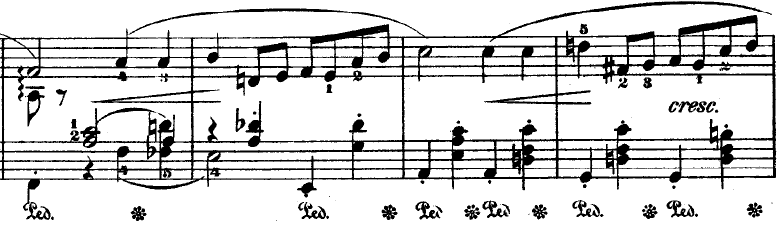
مدونة النغمات الافتتاحية للمقطوعة الحالمة Op. 55, No. 1 in F minor

المقطوعة الحالمة رقم 55 تتكون من مقطوعتين من تأليف فريدريك شوبان، وهما رقمي 15 و16 في ترتيب مقطوعات شوبان الحالمة. تم تأليفهما بين 1842 و1844 ونشرهما في نفس السنة، وقام شوبان باهدائهما لتلميذته جين ستيرلنغ.

## تاريخ

### المقطوعة الحالمة العمل 55 رقم 1
أُلفت المقطوعة بين 1842-1844، متوسط مدة المقطوعة مقارنة مع الأخريات هو 5 دقائق، وتم عزفها من قبل العديد من عازفي البيانو الشهيرين. وقال جيمس هونيكر: «تمثل المقطوعة شيء من نعومة ودفء وعطاء شوبان، ويجب أن تُسمع المقطوعة من أصابع عازف بيانو عاطفي وكشفهم عن جانبهم الحميمي الليلي. المقطوعة تصلح لوصف الشفق، في منعزل مطوق، حيث تصبح نغماتها الغامضة بليغة وتكشف عن شاعرية وألم عازفها.».

### المقطوعة الحالمة العمل 55 رقم 2
أدت هذه المقطوعة سحراً قوياً وفعالاً على المستمعين، هذا ما عبر عنه الناقد الباريسي هيبوليت باربيديت، وهو أحد أول كتاب السيرة الذاتية لشوبان، بطريقة قد تثير المفاجأة، حيث كتب في دراسته للملحن في سنة 1861 حول المقطوعات الحالمة: «ربما أعظم من قدموا له الشهرة، فهي أعماله الأكثر مثالية». هذه هي النظرة التي شوهدت بها المقطوعة في باريس خلال منتصف القرن التاسع عشر. وأوضح باربيديت سبب نجاحها على النحو التالي: «ذلك المستوى الرفيع من الإبداع، صفاء الشكل، وتباث بصمة الكآبة مما تتصف بها المقطوعات الحالمة».

## في الثقافة الشعبية
ظهرت المقطوعة في عدة أعمال ترفيهية، منها:
- فيلم صانع السلام 1997
- تريلر لعبة ذا ويتشر 2
- مسلسل إمبراطورية الممر الخشبي
- فيلم 1924 أيدي أورلاك
- المسلسل البريطاني جيفيز و ووستر
- مسلسل ريك ومورتي
- والعديد من التسجيلات المعاصرة بما في ذلك نسخ من تصنيف الروك.[9]